# ドライグッズ

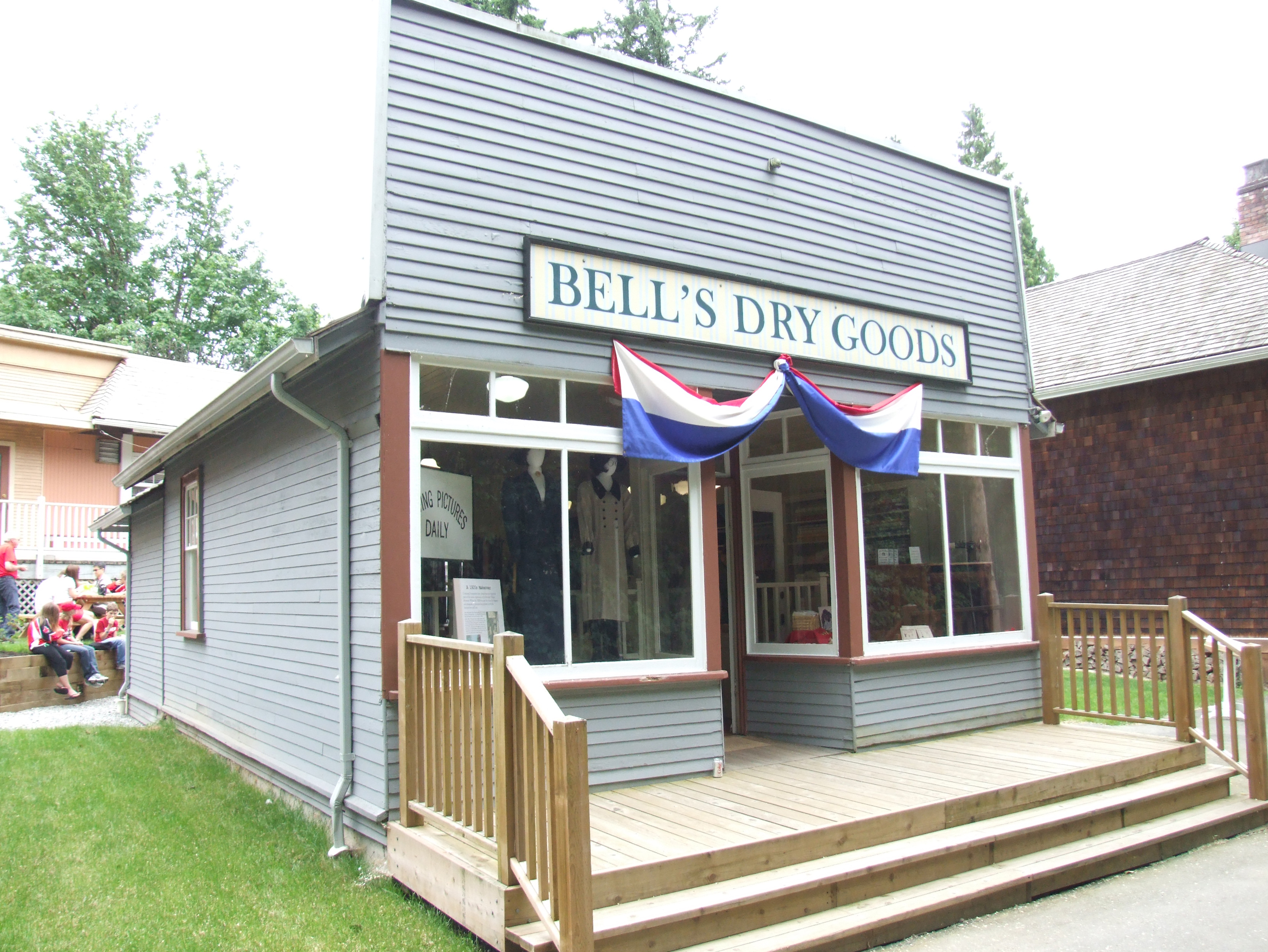
カナダ、ブリティッシュコロンビア州のバーナビー・ビレッシ博物館にある、ドライグッズ・ストアの外観。もともと1918年頃に建てられたものを移築している。

ドライグッズ (英:dry goods) は、「乾いた品物」を意味する英語の表現で、イギリスなどイギリス連邦諸国と、アメリカ合衆国では含意が異なり、前者では乾燥した食品、後者では繊維製品をおもに意味する。

## イギリス連邦諸国における「ドライグッズ」
イギリス連邦諸国において、「ドライグッズ」という表現は乾物を意味し、冷蔵庫の普及以前の時代、特に20世紀はじめにおいて、すぐに腐敗したりする虞れなしに運搬や保管が可能な食べ物を指した。干した豆類、小麦粉、脱穀した小麦、潰した大麦などが、この意味でのドライグッズの例となる。

## アメリカ合衆国における「ドライグッズ」
アメリカ合衆国において、「ドライグッズ」は布や既製服、日用雑貨などを指す。合衆国の小売業において、「ドライグッズ・ストア」は、金物屋 (hardware store) やグロサリー（食料雑貨店：grocery store）とは区別される最終財を扱う店である。
布類を指す表現としての「ドライグッズ」は、1742年のイングランドに遡る用例があり、さらに前の世紀から使われていたとも考えられている。この意味でのドライグッズは、もっぱらそれだけを扱う専門店が商うこともあれば、よろずや (general store) や百貨店 (department store) が扱うこともある。
20世紀初頭以降、多くの「ドライグッズストア」は取り扱う商品のラインを拡充し、「ドライグッズ」という言葉は日常的な表現として、あるいは、事業所の正式名称の一部としては、あまり使われなくなっていった。